# Парбатипур
Парбатипур (бенг. পার্বতীপুর, англ. Parbatipur) — город на севере Бангладеш, административный центр одноимённого подокруга. Площадь города равна 9,73 км². По данным переписи 2001 года, в городе проживало 28 179 человек, из которых мужчины составляли 51,74 %, женщины — соответственно 48,26 %. Плотность населения равнялась 2896 чел. на 1 км². Уровень грамотности населения составлял 32,3 % (при среднем по Бангладеш показателе 43,1 %). 